# Beaumontesos
Els beaumontesos van ser els partidaris de l'antic bàndol nobiliari dels Beaumont. Aquest llinatge va ser creat per Carles III el Noble amb familiars il·legítims. Tenien relació amb el llinatge més antic dels Luxa de la Baixa Navarra. Els diferents comtes de Lerín van ser els líders d'aquesta facció. Van ser rivals dels agramontesos, portant a la guerra civil navarresa quan Joan II d'Aragó "l'Usurpador" es va quedar per sí el tron a la mort de la reina Blanca I de Navarra el 1441. Joan II, que era rei consort, havia de cedir la corona al seu fill Carles de Viana. Els beaumonteses van fer costat al Príncep de Viana per recuperar la legitimitat en aquesta guerra. No obstant això, anys després, els beaumonteses van fer costat a Ferran el Catòlic en la conquesta de Navarra contra els agramontesos.
Tant els beaumontesos com els agramontesos tenien aliances amb els bàndols de les terres basques occidentals que van pertànyer al regne de Navarra fins a l'any 1200, els agramontesos amb els gamboïns i els beaumontesos amb els oñacins.
La guerra va persistir a la mort de Carles, Príncep de Viana el 1461 i a la de Joan II el 1479.
Els beaumontesos tenien com a aliats als castellans. El Regne de Castella va aprofitar aquesta aliança per conquistar el Regne de Navarra el 1512. Gràcies a aquesta col·laboració la conquesta es va realitzar en relativament poc temps.
Dins de les contradiccions d'aquesta guerra, una era que Ferran II el Catòlic, regent de Castella després de la mort d'Isabel la Catòlica, era fill de Joan II (l'enemic que no havien acceptat com a rei) i del seu segon matrimoni amb Joana Enríquez. I una altra contradicció és que els que es van alçar contra el rei aragonès, defensant la independència del Regne, van acabar ajudant als castellans, que van acabar amb ella.
El 1495 el pare de Joan III d'Albret, Alain d'Albret va establir amb Ferran un nou acord per solucionar les intrigues polítiques, i en ell, el comte de Lerín es va veure obligat a abandonar el regne, cedint tots els seus béns a Ferran II, a canvi va rebre béns en Huéscar, Vélez-Blanco, Vélez Rubio, Cújar, Castilleja, Cuevas de Freila i altres.
El 1507 va ser expulsat de Navarra el comte de Lerín, amb el suport pràcticament unànime de tots els navarresos, aconseguint-se també la sortida de les tropes estrangeres.
Els beaumonteses van ser els únics a acudir a les Corts de Navarra, a Pamplona el 1513, per convocatòria del virrei. Allí fou acceptat Ferran com a rei. En la reunió de les Corts de Castella a Burgos el 1515 on es va decidir l'annexió no va acudir cap navarrès, tampoc els beaumontesos.
Segurament aquesta ocupació no va ser buscada pels beaumonteses, però sí pels seus líders. Això es veu en la revolta contra les tropes castellanes en pobles i ciutats beaumonteses, com va ocórrer a Pamplona el 1521, quan tropes navarreses en aliança amb franceses van alliberar la totalitat del Regne de Navarra. Més tard en la batalla de Noáin, al costat de Pamplona, els castellans van tornar a prendre el control del regne. Encara va haver-hi punts de resistència (Castell d'Amaiur, Hondarribia) fins al 1524.
També es va ocupar la Baixa Navarra encara que sense assentar-se del tot. El 1530 Carles I va renunciar oficialment a la Baixa Navarra.